# María Graña

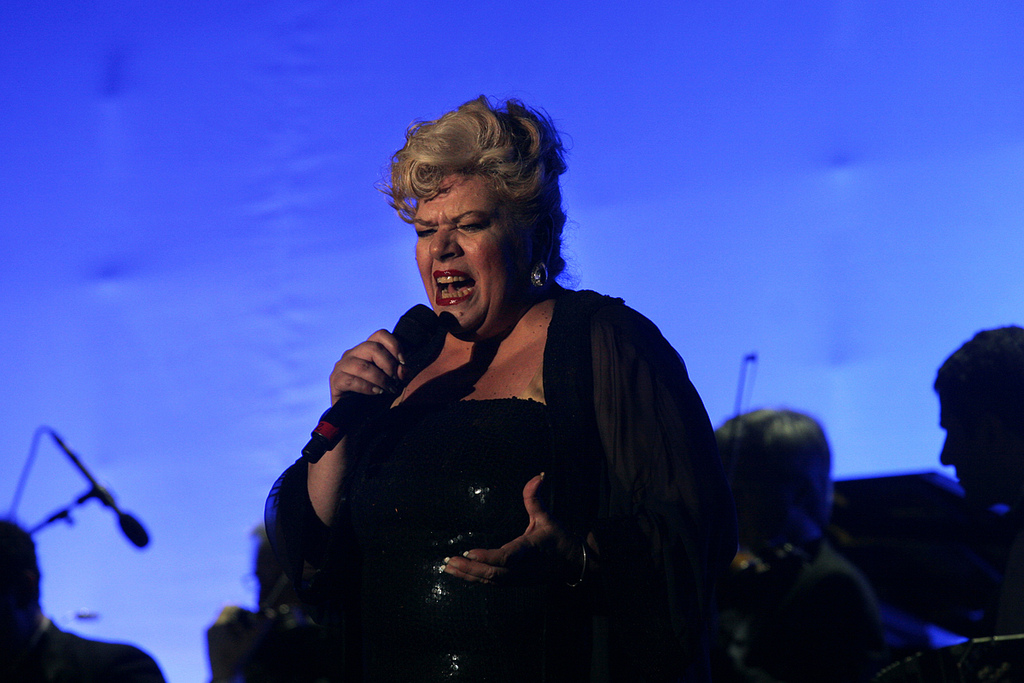

María Carmen Graña (* 16. Juni 1953 in Buenos Aires) ist eine argentinische Tangosängerin.

## Leben und Wirken
Graña hatte vom zwölften bis zum 29. Lebensjahr Gesangsunterricht bei Elvira Aquilano. 1970 gewann sie beim Wettbewerb der Sendung Canta el pueblo auf Canal 7 mit dem Tango La canción de Buenos Aires den Ersten Preis. Osvaldo Pugliese wurde auf sie aufmerksam und engagierte sie als zweite Sängerin neben Abel Córdoba für sein Orchester, mit dem sie 1973 im Nachtclub Michelangelo debütierte und u. a. auf Canal 11 auftrat. 1975 unternahm sie mit Mario Bustos, Argentino Ledesma und anderen eine Tournee durch Kolumbien. Diese war so erfolgreich, dass das Label Codisco ihre erste LP La gran tanguista produzierte, bei der sie von einer Gruppe argentinischer und kolumbianischer Musiker begleitet wurde.
In den Folgejahren hatte sie Auftritte in den Fernsehprogrammen El tango del millón, Buenas noches Buenos Aires und Tango Club auf Canal 11 und Grandes valores del tango auf Canal 9. 1977 war sie mehrfach Gast in Héctor Larreas Sendung Amistangos. Im gleichen Jahr nahm sie bei M&M eine LP mit dem Orchester Juan Carlos Beras auf. Auch in den Folgejahren setzte sie ihre Aktivitäten im Fernsehen fort und trat u. a. in Eduardo Bergara Leumanns La botica del Ángel auf. 1982 nahm sie bei CBS-Columbia eine Platte unter der musikalischen Leitung von Martín Darré auf, auf der sie zwei Titel im Duo mit Jorge Falcón und mit Guillermo Fernández sang, und wurde mit dem Premio Prensario als beste Tangosängerin ausgezeichnet.
Mit der Show Tango Argentino unter Leitung der Choreographen Claudio Segovia und Héctor Orezzoli trat Graña 1983–84 in Paris und mehreren Städten Italiens auf. Die Choreographie stammte von Juan Carlos Copes. Die Musiker waren das Sexteto Mayor und das Duo Horacio Salgán-Umberto De Lío, die Sänger neben Graña Roberto Goyeneche, Raúl Lavié, Jovita Luna, Elba Berón und Alba Solís. 1985 tourte sie als Solistin durch Kanada und trat im Anschluss in New York auf. Bei CBS-Columbia entstand ein weiteres Album unter Leitung von Raúl Plate. 1991 schloss sie sich erneut der Show Tango Argentino bei deren Auftritt im Aldwych Theatre in London an.
Mit Horacio Ferrer führte sie das Programm Graña con Ferrer in Sarmiento und Montevideo auf. 1993 war sie am Teatro Cervantes Gast der Orquesta Nacional de Música Argentina «Juan de Dios Filiberto». Ihr Ehemann Mochín Marafioti produzierte 1995 ein neues Album mit ihr, an dem u. a. Juanjo Domínguez, Mercedes Sosa, Oscar Cardozo Ocampo, das Sexteto Mayor und Valeria Lynch mitwirkten. Auch ihr Album Gardel por María Graña (1997) wurde von Marafioti produziert. 1998 trat sie mit dem Los Angeles Philharmonic in der Hollywood Bowl auf, anschließend in einer Show mit dem Orchester Osvaldo Piros an der Sorbonne. Im gleichen Jahr erhielt sie bei der ersten Verleihung der Premios Gardel a la Música den Preis für das beste Album einer Tangokünstlerin.
2000 trat sie in der Show Tango Magic in der Carnegie Hall auf, anschließend erneut in Tango Argentino im Gershwin Theatre. Ihre Show María Graña en Concierto präsentierte sie 2001 in der Casa de José Hernández und im Folgejahr in Miami. 2003 trat sie in dem Dokumentarfilm Abrazos, tango en Buenos Aires auf. Mit dem japanischen Bandoneonisten Ryota Komatsu und seinem Quintett trat sie 2004 in Japan auf. Nach ihrer Rückkehr brachte sie das Album Rara, como encendida heraus. 2005 erhielt sie erneut einen Premio Gardel für das beste Album einer Tangokünstlerin. Ihr Album Cualquiera de estas noches erschien 2007 und wurde wiederum mit einem Premio Gardel ausgezeichnet. 2009 sang sie den Titel Nada auf Mercedes Sosas Album Cantora.
Mit dem Quartett Esteban Morgado reiste Graña 2011 nach Paraguay und trat dann in Shows im Inneren Argentiniens auf. Ihr neues Album Entre nosotros wurde im gleichen Jahr im Teatro El Nacional präsentiert. 2013 war sie eine der Sängerinnen in der Show Las elegidas am Teatro Colón neben Valeria Lynch, Sandra Mihanovich, Lucía Galán (Pimpinela), Patrica Sosa, Marcela Morelo, Fabiana Cantilo, Julia Zenko, María Martha Serra Lima und Virginia Tola.